# Оузендеррейе-Паин
Оузендеррейе-Паин (перс. اوزندره پایین‎) — село на севере Ирана, в остане Тегеран. Входит в состав шахрестана Демавенд. Является частью дехестана (сельского округа) Терруд бахша Меркези.

## География
Село находится в восточной части остана, к востоку от реки Рудханейе-Демавенд, к югу от автодороги 79, на расстоянии приблизительно 1 километра (по прямой) к юго-востоку от города Демавенд, административного центра шахрестана. Абсолютная высота — 1819 метров над уровнем моря.

## Население
По данным переписи 2006 года население села составляло 17 человек (12 мужчин и 5 женщин). В Оузендеррейе-Паине насчитывалось 4 домохозяйства. Уровень грамотности населения составлял 64,7 %. Уровень грамотности среди мужчин составлял 58,3 %, среди женщин — 80 %.
В 2016 году постоянное население в селе отсутствовало.